# Metopolophium caudatum
Metopolophium caudatum är en insektsart som först beskrevs av Theodore Pergande 1900.  Metopolophium caudatum ingår i släktet Metopolophium och familjen långrörsbladlöss. Inga underarter finns listade i Catalogue of Life.